# مولاي إدريس الكتاني
مولاي إدريس الكتاني مخرج مغربي من مواليد سنة 1947، أخرج عدة أفلام من بينها فيلم الناعورة بالمناصفة مع عبد الكريم الدرقاوي، توفي إدريس سنة 1994.

## روابط خارجية
- مولاي إدريس الكتاني على موقع IMDb (الإنجليزية)